# Mariä Heimsuchung (Frechholzhausen)

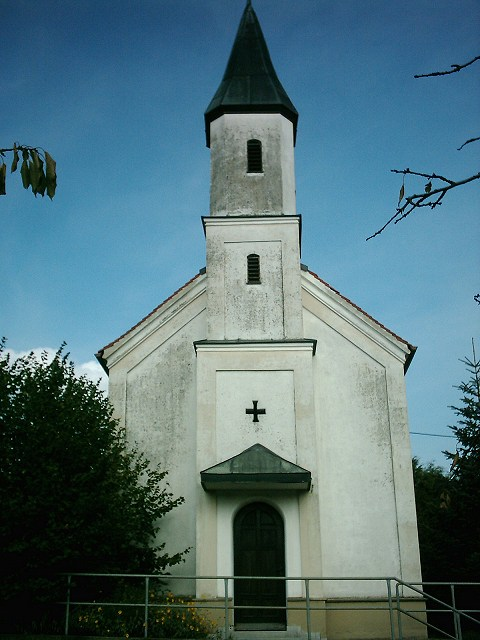
Kapelle Mariä Heimsuchung

Die katholische Kapelle Mariä Heimsuchung in Frechholzhausen, einem Gemeindeteil von Affing im Landkreis Aichach-Friedberg in Bayern, ist ein geschütztes Baudenkmal.
Vermutlich auf Privatgrund wurde eine erste Kapelle errichtet, die um 1727 nachzuweisen ist und wohl eine schlichte Bretterhütte war. Diese wurde von den Dorfbewohnern in Eigenleistung 1758 und 1828 vergrößert. Ein Kreuzweg wurde 1865 in der Kirche errichtet. 1878 entstand der heutige Bau. Es handelt sich um einen schlichten Saalbau mit Eingangsturm. 
Die Ausstattung im Nazarenenstil stammt mit Ausnahme des vermutlich spätgotischen Kreuzes ebenfalls aus dieser Zeit. Im Hochaltar findet sich eine Marienfigur mit Jesuskind, links von Chorbogen Anna lernt Maria das Lesen und rechts der heilige Josef.